# 미에시마촌
미에시마촌(三重島村)은 일본 아이치현 니와군에 설치되었던 촌이다. 현재의 이치노미야시의 일부에 해당한다.